# Stictonaclia anastasia
Stictonaclia anastasia là một loài bướm đêm thuộc phân họ Arctiinae, họ Erebidae.